# Minor (wiskunde)
De minor {\displaystyle M_{ij}} van een element {\displaystyle a_{ij}} van een matrix A is de determinant van de matrix die overblijft als alle elementen in dezelfde rij en kolom als dat element geschrapt worden.
De cofactor {\displaystyle C_{ij}} is op het teken na gelijk aan de minor 
{\displaystyle C_{ij}={(-1)}^{i+j}M_{ij}}
Minoren (juister gezien cofactoren) kunnen gebruikt worden bij het inverteren van matrices en het berekenen van de determinant ervan.

## Bijvoorbeeld
Gegeven de 3×3 matrix:
{\displaystyle {\begin{pmatrix}1&2&3\\4&5&6\\7&8&9\\\end{pmatrix}}}
De minor {\displaystyle M_{23}={\begin{vmatrix}1&2\\7&8\\\end{vmatrix}}=-6}; de cofactor is {\displaystyle C_{23}=-6{(-1)}^{2+3}=6}
In moderne programmatuur bestaat niet echt de noodzaak om een matrix te reduceren (of te hergroeperen) om een minor te berekenen. Men zal er de voorkeur aan geven om de oorspronkelijke matrix te behouden. De elementen van de "te schrappen" rij en kolom worden op nul gezet, met uitzondering evenwel van het matrixelement waartegen de minor berekend wordt: dit dient gelijk gezet te worden aan 1. 
Voor het voorbeeld hierboven wordt dit eenvoudigweg:
{\displaystyle {\begin{vmatrix}1&2&0\\0&0&1\\7&8&0\\\end{vmatrix}}}
Merk op dat men via deze rekenwijze onmiddellijk de co-factor verkrijgt. Het teken (+ of −) dient daarvoor dus niet meer gewijzigd te worden.

## Speciale gevallen
Het is ook mogelijk om meer dan 1 rij en meer dan 1 kolom weg te laten uit de oorspronkelijke matrix.
Beschouw de vierkante 3×3 matrix 
{\displaystyle {\begin{pmatrix}a_{11}&a_{12}&a_{13}\\a_{21}&a_{22}&a_{23}\\a_{31}&a_{32}&a_{33}\\\end{pmatrix}}}
Voor deze matrix geldt dat de zogenaamde 'leidende hoofdminoren' zijn 
{\displaystyle M_{1}={\begin{vmatrix}a_{11}\\\end{vmatrix}}}
{\displaystyle M_{2}={\begin{vmatrix}a_{11}&a_{12}\\a_{21}&a_{22}\\\end{vmatrix}}}
en {\displaystyle M_{3}={\begin{vmatrix}a_{11}&a_{12}&a_{13}\\a_{21}&a_{22}&a_{23}\\a_{31}&a_{32}&a_{33}\\\end{vmatrix}}}

### Gebruik
De leidende hoofdminoren kunnen ons meer vertellen over het verloop van een kwadratische functie.
Een kwadratische vorm gedefinieerd door een symmetrische matrix A is positief definiet, indien de determinantwaarden van de leidende hoofdminoren alle positief zijn.
Een kwadratische vorm gedefinieerd door een symmetrische matrix A is negatief definiet, indien de determinantwaarden van de leidende hoofdminoren negatief zijn voor oneven orde en positief zijn voor even orde.